# Facundo Lemmo
Facundo Lemmo (Balcarce, Buenos Aires, Argentina, 12 de julio de 1982) es un exfutbolista argentino. Jugaba de defensor y su último equipo fue Brown de Adrogué.

## Clubes
| Club                   | País      | Año       |
| ---------------------- | --------- | --------- |
| Los Andes              | Argentina | 2001-2003 |
| Argentino de Quilmes   | Argentina | 2003-2004 |
| Tigre                  | Argentina | 2004-2005 |
| San Telmo              | Argentina | 2005-2008 |
| Estudiantes de Caseros | Argentina | 2008-2009 |
| Nueva Chicago          | Argentina | 2009-2010 |
| Brown de Adrogué       | Argentina | 2010-2018 |